# Phyllomys lamarum
Phyllomys lamarum (блідий атлантичний деревний щур) — вид гризунів родини щетинцевих, який зустрічається в прибережних регіонах долини Пакарайба, штатів Баїя і Мінас-Жерайс, Бразилія.

## Морфологія
Часто цей вид плутають з Phyllomys blainvillii через подібність блідого забарвлення. Це малий або середній голчастий щур із помітними серед волосся голками. Спина жовто-коричнева, дещо крапчаста через короткі (24 мм), широкі (1,3 мм) остюки. Голки бліді біля основи, темніючи до кінчиків, де стають оранжевими й закінчуються темними батогоподібними кінчиками. Живіт від блідо-коричневий з білими латками до чисто білого з бічними кавово-жовтуватими смугами. Хвіст порівняно тонкий, трохи коротший або рівний довжині голови й тіла, рідко вкритий світло-коричневим волоссям, залишаючись видним оку по всій довжині. 